# タブルブル山
タブルブル山（Tavurvur、日本名: 花吹山）は、パプアニューギニア領ニューブリテン島のラバウル近郊にある活火山、ラバウルカルデラの東縁にある噴火口である。ラバウルを破壊した噴火で知られる。

## 歴史
1937年、タブルブル山はカルデラ西部のブルカン火山（Vulcan、日本軍による呼称は西吹山）とともに噴火し、507人が死亡した。
1994年、ブルカン火山との同時噴火によって降灰がラバウル市街を襲い大きな打撃を受けた。住民は近郊の山林に避難し、ラバウル空港は放棄され、南東に20km離れたココポの町に新空港と政府機関が移転した。
2006年の10月7日にも噴火し、12kmまで離れた家の窓を破壊し、噴煙柱は18kmの成層圏の高さまで及んだ。
2014年8月29日の噴火では、火山灰を含む噴煙が上空約18kmまで達し、付近の住民が避難。また、複数の航空会社が国際線ルートの迂回をさせる措置をとるなど影響が出た。

## ギャラリー

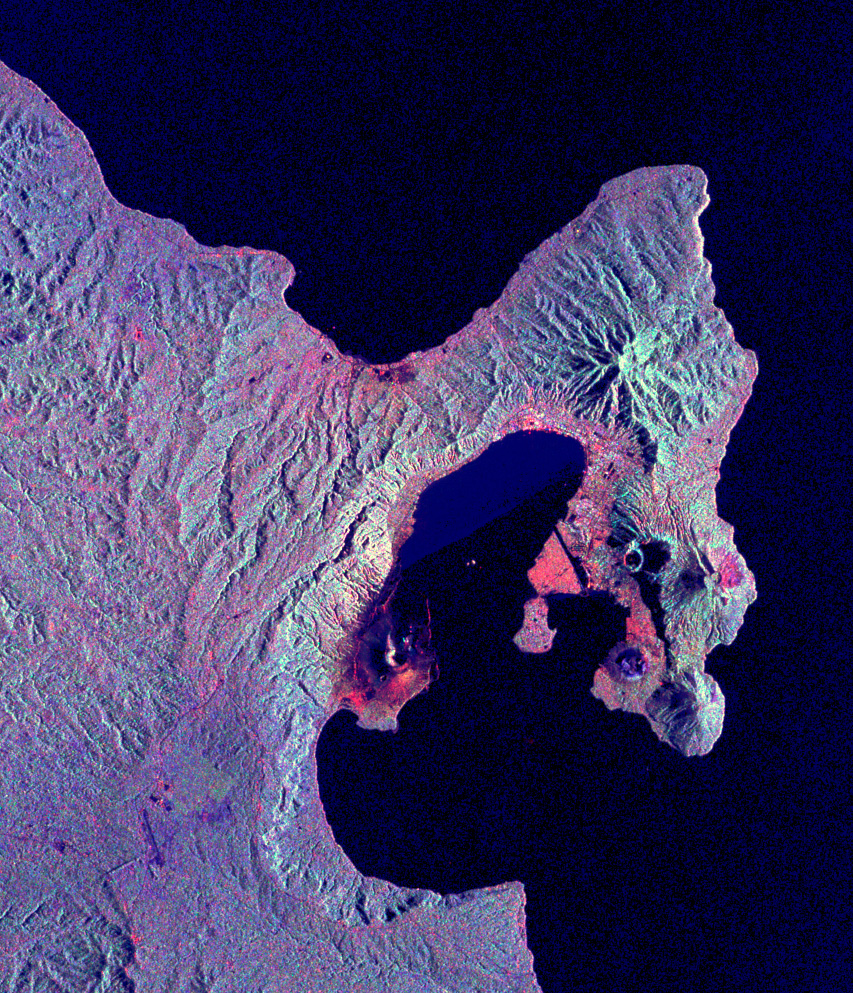
Space Radar Image of Rabaul Volcano
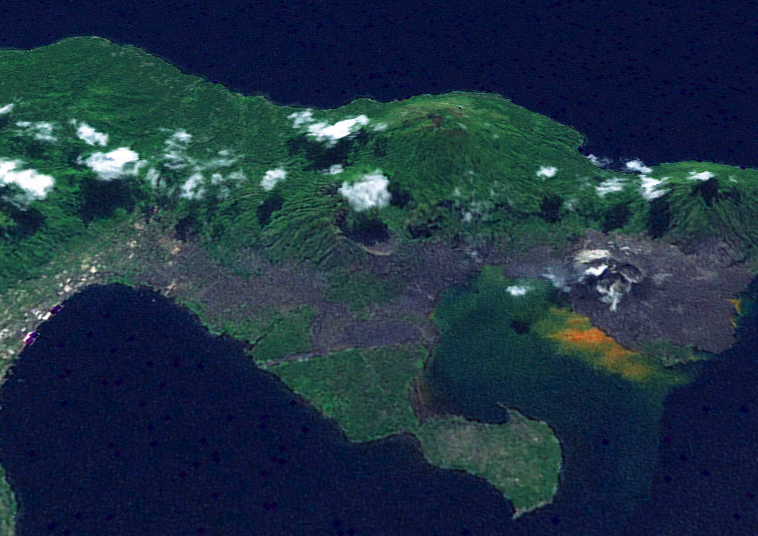
Tavurvur from space
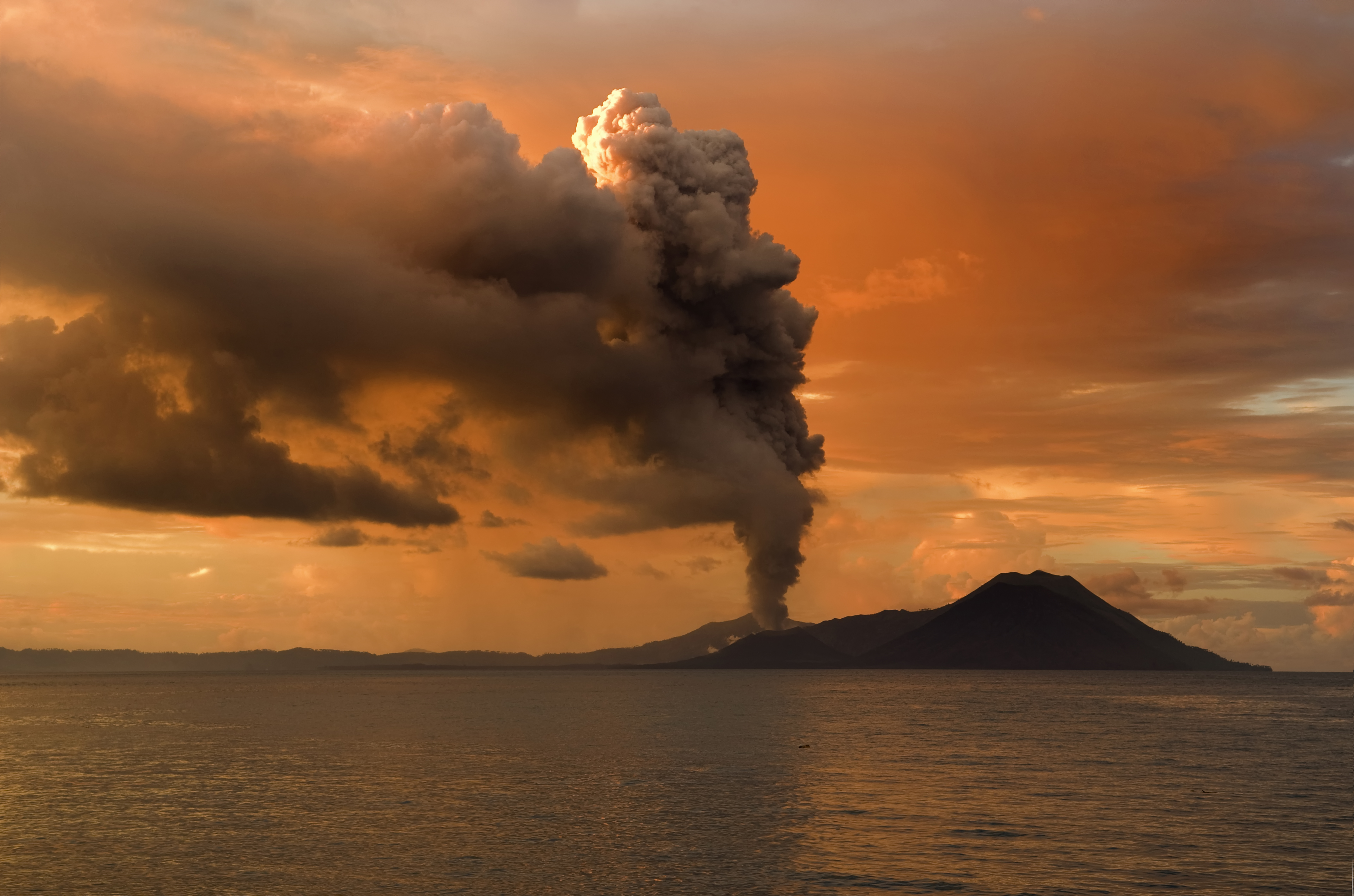
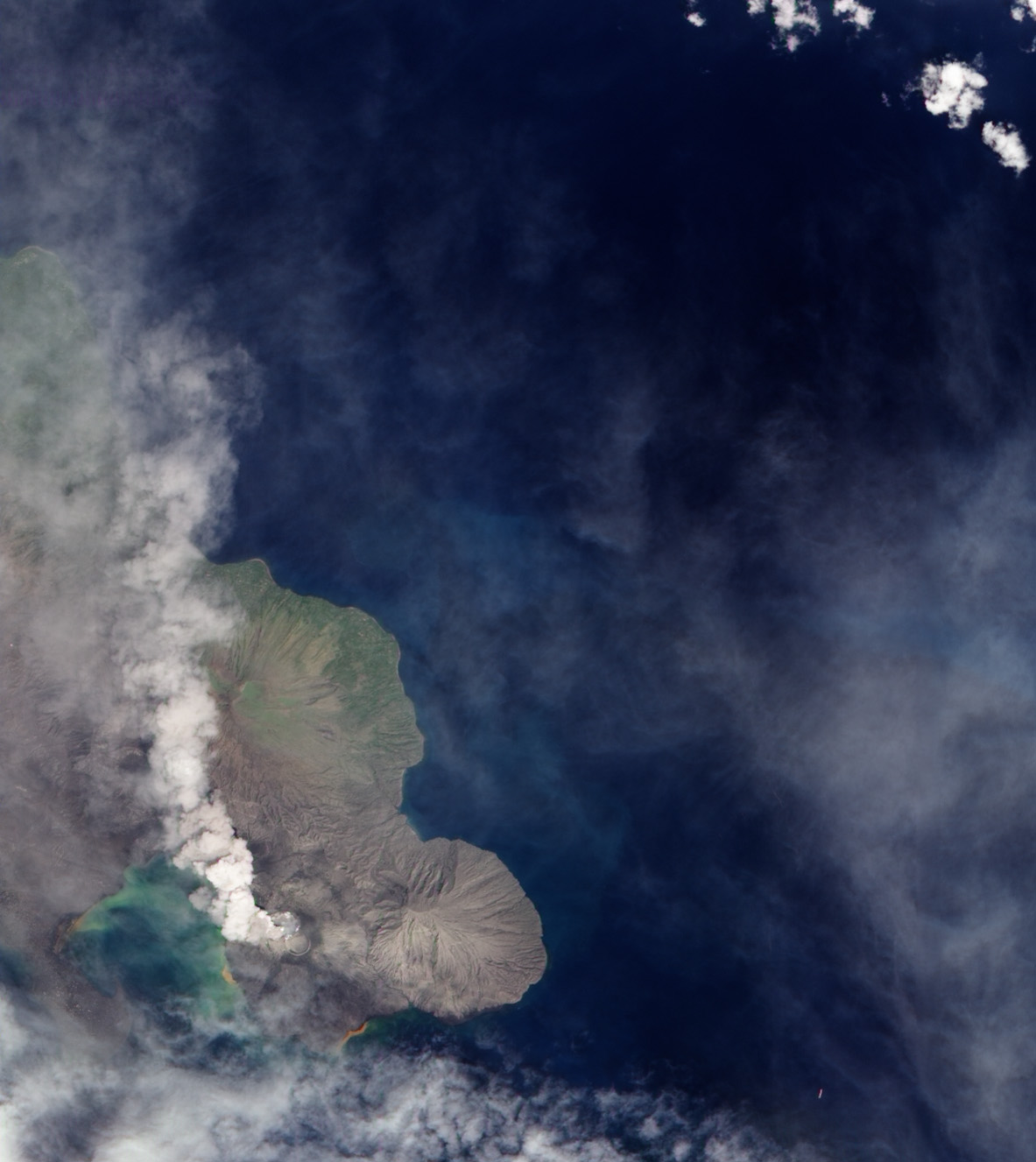